# Jean-François Houbigant

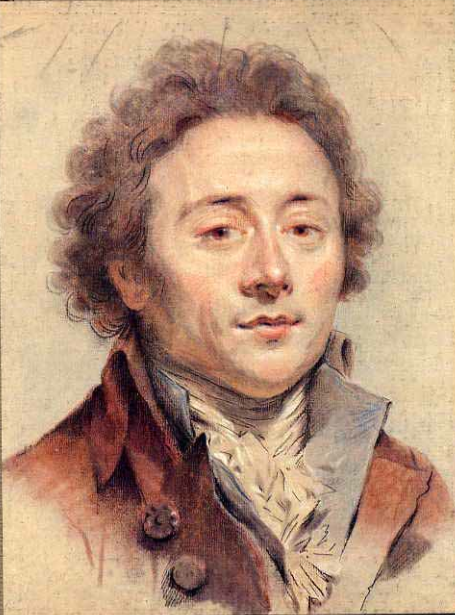
Jean-François Houbigant

Jean-François Houbigant (21 decembrie 1752 – 22 octombrie 1807) a fost un parfumier francez care a fondat a doua cea mai veche parfumerie din Franța. A înființat un magazin modest în 1775 la numărul 57 pe  Rue du Faubourg-Saint-Honoré (care a devenit numărul 19 când strada a fost renumerotată în anul 1806). El a ales un coș cu flori pentru a decora fațada magazinului său, iar această emblemă va rămâne simbolul casei de parfumuri Houbigant de-a lungul anilor.